# Teukros (Graveur)
Teukros (altgriechisch Τεῦκρος) war ein antiker griechischer Toreut (Metallarbeiter), der in augusteischer Zeit tätig war.
Teukros ist nicht mehr durch überlieferte Werke, sondern nur noch durch die literarische Überlieferung bekannt. Er ist bei zwei Stellen der Naturalis historia beim älteren Plinius erwähnt. Plinius nennt ihn einen crustarius, also einen Kunsthandwerker, der Reliefs gestaltete, die als Schmuck für Außenwände von Trinkgefäßen verwendet wurden.